# يوشيكو أوكوياما
يوشيكو أوكوياما هي أستاذة الدراسات اليابانية في جامعة هاواي في هيلو وتركز أبحاثها على الأساطير والفولكلور والدين إلى جانب العلاقة بين الأعمال الإبداعية اليابانية وتمثيلاتها للإعاقة والصحة العقلية.

## التعليم
التحقت أوكوياما بجامعة أريزونا وحصلت على درجة الماجستير في اللغة الإنجليزية كلغة ثانية(إي أس أل) ودكتوراه في اكتساب اللغة الثانية.

## حياتها المهنية
عينت أوكوياما كأستاذ مساعد في قسم الدراسات اليابانية بجامعة هاواي في هيلو في عام 2001 وبدأت أبحاثها بالتركيز على أساليب المقابلة الشفوية. وفي عام 2020 نشرت دراسة بعنوان "إعادة صياغة الإعاقة في المانجا" والتي ركزت على كيفية تصوير الأشخاص ذوي الإعاقة في المانجا من التسعينيات وعقد 2000. كما استخدمت العمل تعريفًا موسعًا للإعاقة بما في ذلك المكفوفين والصم والمصابين بالتوحد أو الذين يعانون من مشاكل تتعلق باضطراب الهوية الجنسية. وبدأت العمل على النشر في عام 2015 وتناقش خمسة عشر دراسة حالة لمانجا مختلفة تبرز بوجه صحيح قدرات الأفراد ذوي الإعاقة وكيف يمكن أن يؤثر هذا التمثيل على الفهم الثقافي العام للظروف. إلى جانب أبحاثها في اللغويات ودراسات الإعاقة لها منشورات في مجالي السيميائيات ودراسات الأفلام. وقد صدر كتاب لها "الأساطير اليابانية في الأفلام" عن دار نشر ليكسينغتون بوكس في أبريل 2015.
بفضل عملها في البحث في دراستها حول الإعاقة عينوها باحثة زائرة في جامعة كوكوجاكوين في عام 2017 وحضرت مؤتمر الصندوق الوطني للعلوم الإنسانية في عام 2018 حول موضوع دراسات الإعاقة. وفي وقت لاحق أنشأت ندوتها الخاصة في عام 2019 في المؤتمر السنوي لجمعية الدراسات الآسيوية للتشاور مع علماء آخرين. وبعد نشر الكتاب دعاها برنامج شرق آسيا بجامعة كورنيل لشرح الموضوع. كما حصلت على دورة في جامعة هاواي في هيلو حول موضوع الجنس والإعاقة في المانجا والتي بدأت في ربيع عام 2022. ناقش كتابها اللاحق لعام 2022 "مانجا توجيشا: مذكرات يابانية مصورة عن الدماغ والصحة العقلية" تاريخ اليابان وحركات حقوق الأقليات (توجيشا إندو) وكيف غطت المانجا الرسومية هذا التاريخ وتأثيرات الاكتئاب واضطراب الوسواس القهري (أو سي دي) من الأحداث.

## الجوائز
حصلت أوكوياما على جائزة فرانسيس ديفيس للتميز في التدريس الجامعي لعام 2002 لعملها التدريسي في فصول اللغة اليابانية وقدرتها على توصيل المفاهيم الصعبة للطلاب.

## الفهرس
- — (2015). Japanese Mythology in Film: A Semiotic Approach to Reading Japanese Film and Anime. Lexington Books. ص. 244. ISBN:9780739190937.[12]
- — (2020). Reframing Disability in Manga. University of Hawaii Press. ص. 238. ISBN:9780824883225.[13]
- — (2022). Tōjisha Manga: Japan's Graphic Memoirs of Brain and Mental Health. Springer International Publishing. ص. 295. ISBN:9783031008405.[14]